# Lipowo (obwód królewiecki)
Lipowo (ros. Липово) – osiedle w Rosji, w obwodzie królewieckim, w rejonie gusiewskim. Według danych z 2010 roku zamieszkiwane przez 556 osób.